# Cool (Californie)
Pour les articles homonymes, voir Cool.
Cool est une localité du comté d'El Dorado, en Californie, aux États-Unis. Chaque année en mars y débute et y finit la Way Too Cool 50K Endurance Run, un ultra-trail de 50 kilomètres.